# Port Isaac
Port Isaac (en cornique : Porthysek)  est un port de pêche en Angleterre (Royaume-Uni) situé sur la côte atlantique dans le nord des Cornouailles. 

## Personnalités et groupes notables
- Edmund Henry Hambly (en) (né en 1914 à Port Isaac et mort en 1985), un chirurgien orthopédiste britannique, homme politique et promoteur de la langue cornique
- The Fisherman's Friends (en), un groupe masculin actif depuis 1995 qui chante a cappella des chants de marins.

## Lieux de tournage

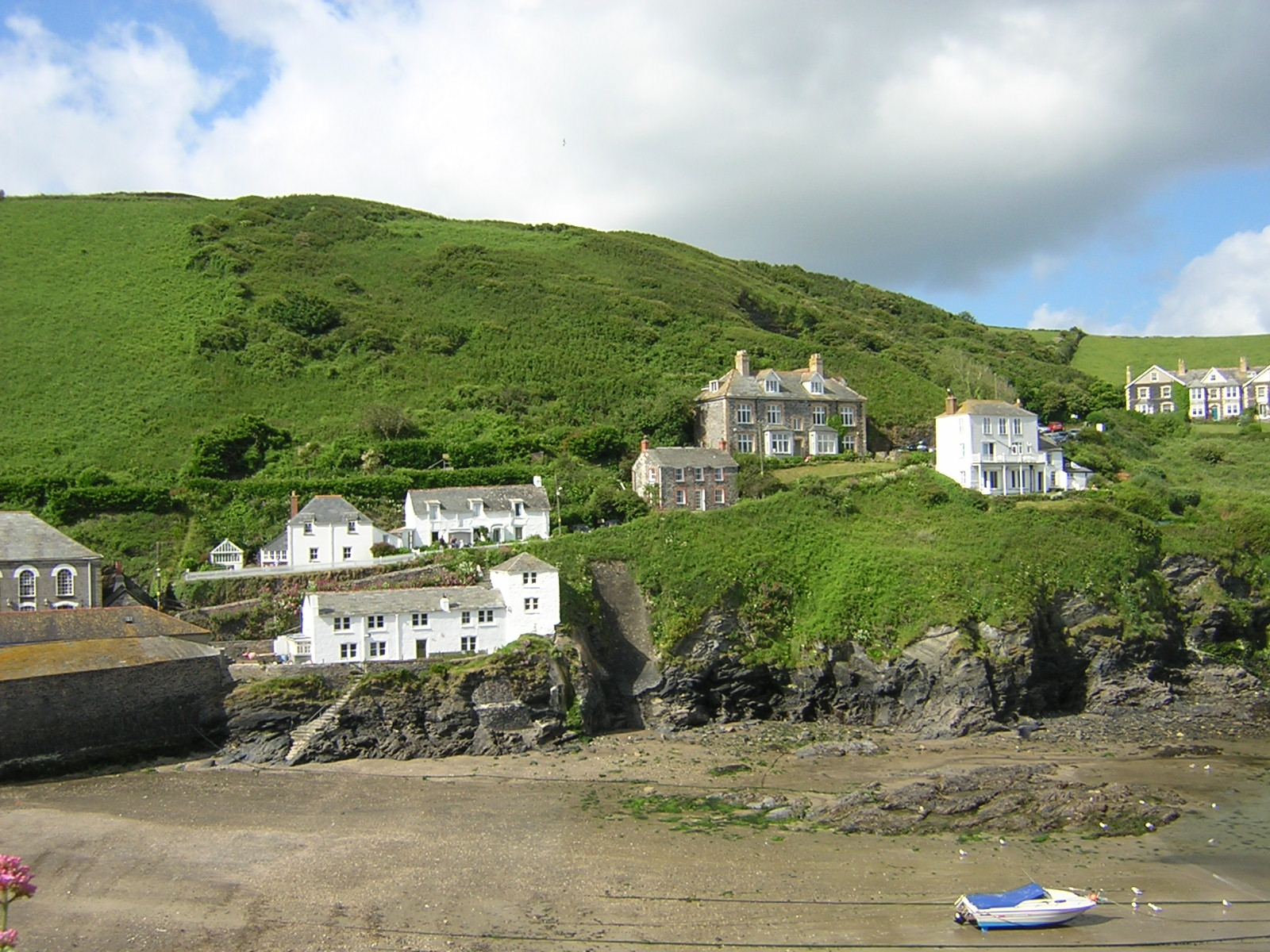
Vue de la maison fictive de Doc Martin, de son vrai nom Fern Cottage, au centre de la photo.

Les lieux dans et autour du village ont servi de décor pour plusieurs films et séries télévisées, notamment :
- Poldark (1975-1977), une série télévisée de la BBC.
- The Nightmare Man (1981), série dramatique de la BBC, filmée dans et autour du village — doublage d'une île écossaise.
- Oscar et Lucinda (1997), film de cinéma réalisé par Gillian Armstrong.
- Saving Grace (2000), un film comique de Nigel Cole avec Brenda Blethyn et Craig Ferguson, tourné dans et autour du village.
- DIY SOS (en) (2001), une série télévisée britannique de Do it yourself (DIY) réalisée pour la BBC montrant la salle des fêtes en train d'être décorée.
- Doc Martin (2004-présent), série ITV, neuf séries filmées dans le port (en utilisant le nom fictif de "Portwenn". 
  - Également dans les films de Sky Pictures Doc Martin et Doc Martin and the Legend of the Cloutie sous son vrai nom "Port Isaac").
- The Shell Seekers (2006), une production télévisée avec Vanessa Redgrave, où le village a servi de décor et de nombreuses scènes ont été tournées dans la rue principale.
- Fisherman's Friends (2019), un film de Chris Foggin avec le groupe de chanteurs du même nom.